# Kita-ku (Sapporo)
Kita-ku (北区?) è uno dei dieci quartieri amministrativi della città di Sapporo, in Giappone.